# Томиславовац
Томиславовац је насељено место у саставу општине Стон, Дубровачко-неретванска жупанија, Република Хрватска.

## Географски положај
Томиславовац се налази у континенталном делу полуострва Пељешца, са леве стране, а ван главног пута који повезује места на Пељешцу од Стона до Ловишта.
Становници се баве пољопривредом.

## Историја
До територијалне реорганизације у Хрватској налазио се у саставу старе општине Дубровник.

## Становништво
На попису становништва 2011. године, Томиславовац је имао 104 становника.
| Број становника по пописима | Број становника по пописима | Број становника по пописима | Број становника по пописима | Број становника по пописима | Број становника по пописима | Број становника по пописима | Број становника по пописима | Број становника по пописима | Број становника по пописима | Број становника по пописима | Број становника по пописима | Број становника по пописима | Број становника по пописима | Број становника по пописима | Број становника по пописима |
| --------------------------- | --------------------------- | --------------------------- | --------------------------- | --------------------------- | --------------------------- | --------------------------- | --------------------------- | --------------------------- | --------------------------- | --------------------------- | --------------------------- | --------------------------- | --------------------------- | --------------------------- | --------------------------- |
| 1857                        | 1869                        | 1880                        | 1890                        | 1900                        | 1910                        | 1921                        | 1931                        | 1948                        | 1953                        | 1961                        | 1971                        | 1981                        | 1991                        | 2001                        | 2011                        |
| 401                         | 357                         | 178                         | 163                         | 187                         | 173                         | 206                         | 199                         | 166                         | 179                         | 172                         | 109                         | 106                         | 88                          | 112                         | 104                         |

Напомена: Исказује се под именом Томиславац од 1948. када је формирано из делова насеља на које се односе подаци за раније пописе. У 1857. и 1869. садржи податке за насеље Дубрава. Од 1857. до 1971. садржи податке за бивше насеље Козо.

### Попис1991.
На попису становништва 1991. године, насељено место Томиславовац је имало 88 становника, следећег националног састава:
| Попис 1991.‍ | Попис 1991.‍ | Попис 1991.‍ | Попис 1991.‍ | Попис 1991.‍ |
| ----------- | ----------- | ----------- | ----------- | ----------- |
|             |             |             |             |             |
| Хрвати      | Хрвати      |             | 86          | 97,72%      |
| Словенци    | Словенци    |             | 1           | 1,13%       |
| непознато   | непознато   |             | 1           | 1,13%       |
| укупно: 88  |             |             |             |             |